# Tudor Vladimirescu (Brăila)
Pour les articles homonymes, voir Tudor Vladimirescu.
Tudor Vladimirescu est une commune du județ de Brăila en Roumanie.